# R.E.D. 警察庁特殊防犯対策官室シリーズ
R.E.D. 警察庁特殊防犯対策官室シリーズ（アールイーディー けいさつちょうとくしゅぼうはんたいさくかんしつシリーズ）は、古野まほろによる日本の推理小説のシリーズ。

## 概要
6人の女性からなる「警視庁生活安全局生活安全企画課・特殊防犯対策官室」通称「サッチョウ・ローズ」または「R.E.D」が主人公のシリーズ。

## シリーズ作品
- R.E.D. 警察庁特殊防犯対策官室（2017年9月1日 新潮文庫nex ISBN 978-4-10-180104-9）
- R.E.D. 警察庁特殊防犯対策官室 ACTII（2018年3月28日 新潮文庫nex ISBN 978-4-10-180120-9）
- R.E.D. 警察庁特殊防犯対策官室 ACTIII（2018年8月29日予定 新潮文庫nex ISBN 978-4-10-180135-3）

## 登場人物

### R.E.D.
R.E.D.の実動部隊は全員が偽名を名乗り、名字は薔薇の品種名からとっている。
緋縅 時絵（ひおどし ときえ）
主任警部。「サッチョウ・ローズ」「R.E.D.」の筆頭係長。「戦争屋」の異名を持つ狙撃の名手で、「1km先の500円玉に99.63%の確率でブチ当てるおんな」。
「緋縅」は1904年に創られた品種「ヒアワサ」の和名。

羽衣 舞春（はごろも まはる）
警部。「R.E.D.」係長。
「武芸者」の異名を持ち、突入、近接戦闘等を担当する。ただし、並外れた強さを持つが故に手加減ができず、敵を制圧する際に必要以上の怪我を負わせてしまうことがある。
「羽衣」は1905年に創られた品種「ベティ」の和名。

八絃 なつ（はちげん なつ）
警部。係長。
「法律家」の異名を持つ。数学的、論理的視点で以って高い精度の未来予測ができ、行動予測は捜査・制圧の際に非常に役立っている。
「八絃（八絃の錦）」は1937年に創られた品種「ラジオ」の和名。

彩雲 秋子（さいうん あきこ）
警部。係長。
「お医者さん」の異名を持つ。「R.E.D.」のメンバーの健康管理、救助対象者が出た場合の救急救命を担当する。だが、敵を制圧する際、自らの開発した危険な薬を試してしまうという癖がある。

折鶴 冬美（おりづる ふゆみ）
警部。係長。
「道具係」の異名を持ち、装備資器材、研究開発等を担当する。機材類に精通しており、第一作冒頭にて新幹線に仕掛けられた爆弾の起爆装置を短時間で解除できるほどの知識と技術を誇る。

聖代 ソラ（せいだい そら）
警部。係長。
「くノ一」の異名を持ち、潜入捜査、協力者捜査等を担当する。体術の類に熟達していない者なら1秒未満で制圧できるほどの強さを誇る。
「聖代」は1890年に創られた品種「マダム・カロリーン・テストー」の和名。
岡崎希海（おかざき のぞみ）
警部補。見習い。第一作にてスカウトされた、チーム初の男子メンバー。

神代大作（かみしろ だいさく）
警視正。R.E.D.を指揮。警察官僚にしては珍しく、正義感が強い。その風貌から「ヤギオヤジ」の異名を持つ。

箱崎ひかり（はこざき ひかり）
警視。警察庁長官の娘で、神代の補佐。私情を介さない冷静な指揮をとる。いつもゴシックロリータファッションに身を包んでおり、「ゴスロリ」の異名を持つ。